# Seltindur (bergstopp i Island, Västfjordarna)
Seltindur är en bergstopp i republiken Island. Den ligger i regionen Västfjordarna, 130 km norr om huvudstaden Reykjavík. Toppen på Seltindur är 162 meter över havet.
Trakten runt Seltindur är nära nog obefolkad, med mindre än två invånare per kvadratkilometer. Närmaste större samhälle är Hvammstangi, omkring 18 kilometer nordost om Seltindur. Trakten runt Seltindur består i huvudsak av gräsmarker.